# Stretto della Nuova Georgia

Lo stretto della Nuova Georgia (New Georgia Sound) è un passaggio marino nelle isole della regione della Nuova Georgia che corre approssimativamente da ovest a est al centro delle Isole Salomone, nel sud dell'Oceano Pacifico e la Melanesia.

## Geografia
Lo stretto si trova tra le isole di Choiseul,  Santa Isabel e Florida a nord, e quelle di Vella Lavella, Kolombangara, Nuova Georgia e Russell a sud. L'isola di Bougainville della Regione autonoma di Bougainville (Papua Nuova Guinea) e l'isola di Guadalcanal ne definiscono gli estremi ovest ed est rispettivamente.
Costituisce una delle principali rotte mercantili attraverso l'arcipelago delle Isole Salomone. Le altre due rotte sono quella dello stretto di Bougainville e lo stretto Indispensable, che collega il Pacifico, il Mare delle Salomone e il Mar dei Coralli, e la rotta dello stretto di Manning, che collega il Pacifico allo stretto della Nuova Georgia.
L'Isola di Savo, un cono vulcanico a nordovest di Guadalcanal, è un'isola topograficamente significativa nella regione orientale.

## Storia
Il capitano Edward Manning condusse il veliero Pitt attraverso lo stretto nel 1792 nella sua rotta verso il Bengala, nell'India britannica, dopo aver trasportato galeotti a Port Jackson, nel Nuovo Galles del Sud.
Seconda guerra mondiale — The Slot
Durante la guerra del Pacifico (Seconda guerra mondiale), lo stretto della Nuova Georgia era noto presso i combattenti Alleati come The Slot, a causa della sua forma geografica e al gran traffico di naviglio bellico che lo percorreva. I convogli navali giapponesi per rifornire la loro guarnigione a Guadalcanal erano noti come Tokyo Express. Numerose furono combattute nel e intorno allo stretto tra il 1942 e il 1943, fra la Marina imperiale giapponese e le alleate Marina degli Stati Uniti, Marina Reale australiana e Marina Reale neozelandese.